# 沖站 (岐阜縣)
沖站（日语：／ Oki eki */?）是一座位於岐阜縣羽島郡上中島村沖（現時：羽島市），名古屋鐵道竹鼻線的車站（廢站）。

## 歷史
- 1929年（昭和4年）4月1日 - 竹鼻鐵道（日语：竹鼻鉄道）（美濃電氣鐵道（日语：美濃電気鉄道）旗下公司）榮町站（現時：竹鼻站）至大須站之間開通，此站啟用。
- 1943年（昭和18年） - 竹鼻鐵道被名古屋鐵道收購，成為名古屋鐵道車站。
- 1944年（昭和19年） - 暫停營業。
- 1969年（昭和44年）4月5日 - 車站被廢除。

## 使用狀況
跟據《岐阜縣統計書》，以下為一年乘車人次和下車人員列表：
| 年度     | 乘車人次（人） | 下車人次（人） | 參考資料 |
| -------- | -------------- | -------------- | -------- |
| 1930年度 | 19,264         | 14,195         | [ 3 ]    |
| 1931年度 |                |                |          |
| 1932年度 |                |                |          |
| 1933年度 |                |                |          |
| 1934年度 | 3,723          | 6,941          | [ 4 ]    |
| 1935年度 | 4,733          | 6,508          | [ 1 ]    |

## 遺址
車站遺址是在羽島市立中島中學東南方附近。在該處沒有任何車站痕跡。

## 相鄰車站
名古屋鐵道
竹鼻線
中區－沖－市之枝

## 注腳
1. 1 2  『岐阜県統計書. 岐阜県統計書. 第45回 第1巻 （土地・戸口・土功・財政等之部）』（國立國會圖書館數碼化收藏）
2. ↑  鉄道停車場一覧. 昭和12年10月1日現在 （页面存档备份，存于）（日語） 國立國會圖書館數碼化收藏 2020年4月26日參閱。
3. ↑  『岐阜県統計書. 第40回 第1巻』（國立國會圖書館數碼化收藏）
4. ↑  『岐阜県統計書. 第44回』（國立國會圖書館數碼化收藏）